# Hemiceras nubilata
Hemiceras nubilata är en fjärilsart som beskrevs av William Schaus 1901. Hemiceras nubilata ingår i släktet Hemiceras och familjen tandspinnare. Inga underarter finns listade i Catalogue of Life.